# José María Velasco Gómez
José María Velasco y Gómez Obregón, né le 6 juillet 1840 à Temascalcingo dans l'État de Mexico et mort le 26 août 1912 à Villa de Guadalupe Hidalgo à Mexico, est un peintre mexicain. Il est considéré comme un des plus grands paysagistes du XIXe siècle et a donné à la peinture de son pays un statut international.

## Biographie

### Jeunesse et formation
José María Velasco Gómez est né le 6 juillet 1840 à Temascalcingo, État de México, selon l'extrait de baptême, et reçoit pour noms José María Tranquilino Francisco de Jesús Velasco y Gómez-Obregón. Il est le fils aîné d'une fratrie de cinq enfants. Fils de Felipe Velasco et María Antonia Gómez-Obregón de Velasco. En 1849 sa famille déménage à Mexico, où meurt son père Felipe peu de mois après leur arrivée durant une épidémie de choléra qui frappe la ville en 1850.
Après la mort de son père, José María doit travailler dans une boutique de vêtements en même temps qu'il étudie au Colegio Lancasteriano de Santa Catarina Mártir, où il prend goût pour le dessin.
Velasco Gómez étudie à l'académie de San Carlos, où il a pour professeur l'artiste italien Eugenio Landesio,. Celui-ci a élevé la peinture de paysage au Mexique au rang de grand art et a formulé des théories de composition qu'il a mises en œuvre dans ses œuvres. Velasco Gómez est son élève le plus célèbre.

### Carrière artistique
Après le départ de son mentor en 1877, José María Velasco Gómez domine la peinture de paysage mexicaine et acquiert une réputation internationale, ses œuvres faisant partie de collections aux États-Unis.
Sa production peut être classée en trois périodes : « Les années académiques », de 1860 à 1889, pendant laquelle il peint notamment La Plaza de San Jacinto en San Ángel, Las montañas de la Magadalena, La Alameda de México, El bosque de Jalapa, El Cedro de Chimalistac et El Ahuehuete de Chapultepec ; la période de 1890 à 1892, où il est en contact avec les impressionnistes français et pendant laquelle il peint Valle de Mexico desde el cerro de Atraeualco et Ajusco visto desde el Tepeyac ; enfin, pendant une « période personnelle » de 1892 à 1912, Velasco Gómez peint Rocas del cerro de Atzacoalco, Pirámide del Sol en Teotihuacán, Popocatepetl, Ixtlaciual, Templo de San Bernardo, Cascada de Necaxa et El Puente de Metlac.
Velasco Gómez est commissaire aux beaux-arts de la délégation mexicaine à l'Exposition universelle de 1893 à Chicago, où il expose dix-sept de ses propres peintures à l'huile.

### Velasco Gómez botaniste
José María Velasco Gómez s'intéresse depuis toujours aux sciences : pendant ses études à l'Académie de San Carlos, il étudie la zoologie et la botanique à l'école de médecine voisine ; il étudie également les mathématiques, la géologie et l'arpentage avant de se consacrer à la peinture.
En 1879, il décrit une nouvelle espèce d'Ambystoma trouvée dans le lac Santa Isabel, au nord de Mexico, et a publié ses observations dans la revue scientifique mexicaine La Naturaleza. La nouvelle espèce a été nommée par Velasco Siredon Tigrina. En 1888, Alfredo Dugès (1826-1910) a renommé l'espèce et l'a dédiée à Velasco en l'appelant Ambystoma velasci (ou Plateau tiger salamander).
En 1997, les botanistes Calderón & Rzed. ont publié Velascoa (en), qui est un taxon monotypique de plantes à fleurs du nord-est du Mexique appartenant à la famille des Crossosomataceae. Il a également été nommé en l'honneur de José María Velasco Gómez.

### Dernières années
Dans les années 1890, José María Velasco Gómez est victime d'une crise cardiaque. Malgré sa maladie, il continue à peindre avec détermination. En 1902, il cesse d'enseigner la perspective à l'Académie de San Carlos. À partir de 1905, bien que sa production artistique soit encore abondante, il se consacre presque exclusivement à la peinture dans sa maison de Villa de Guadalupe.
Velasco Gómez meurt le 26 août 1912 et est enterré au cimetière de Tepeyac.

## Compléments

### Galerie

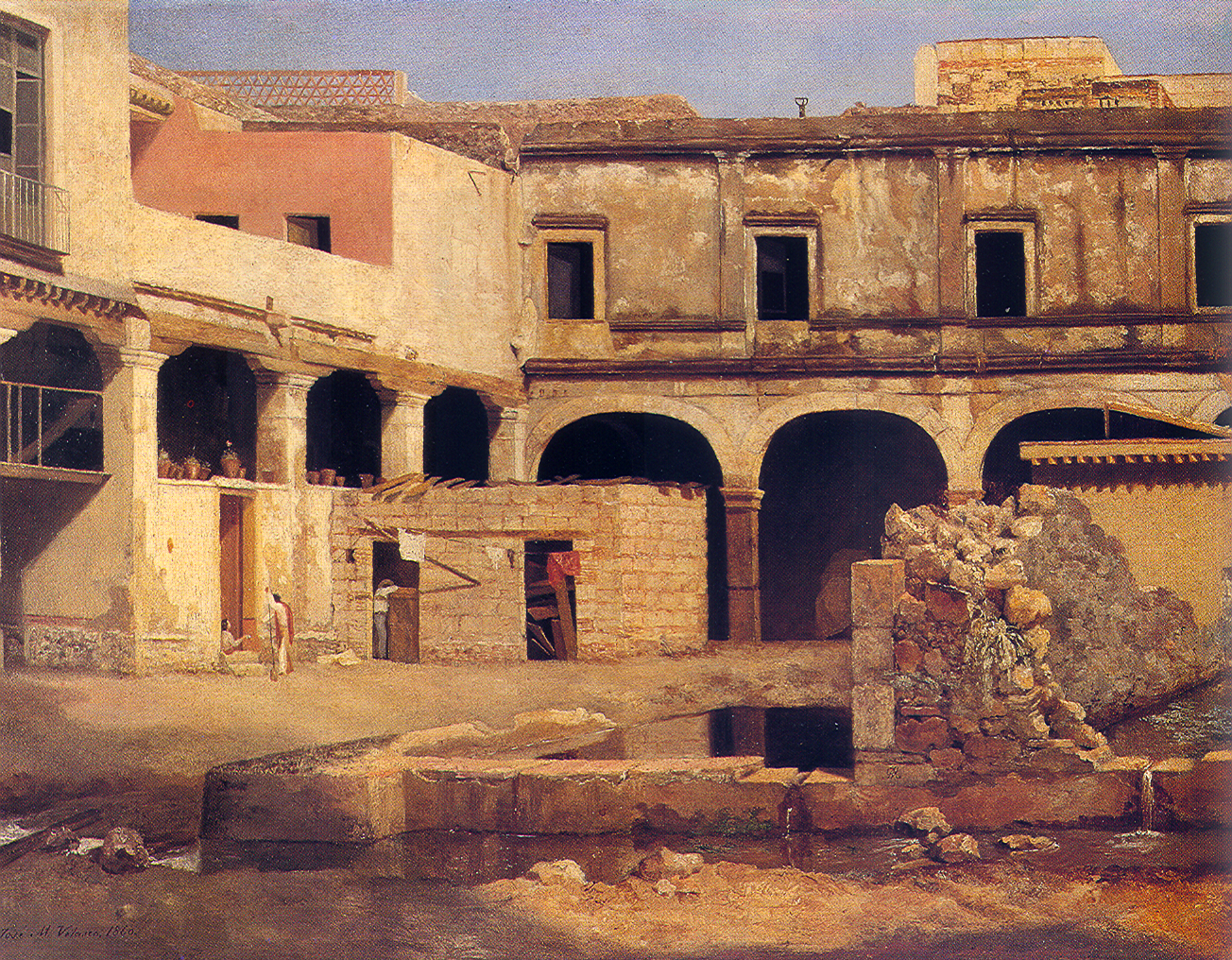
Patio de l'Exconvento de San Agustín (es)[9].
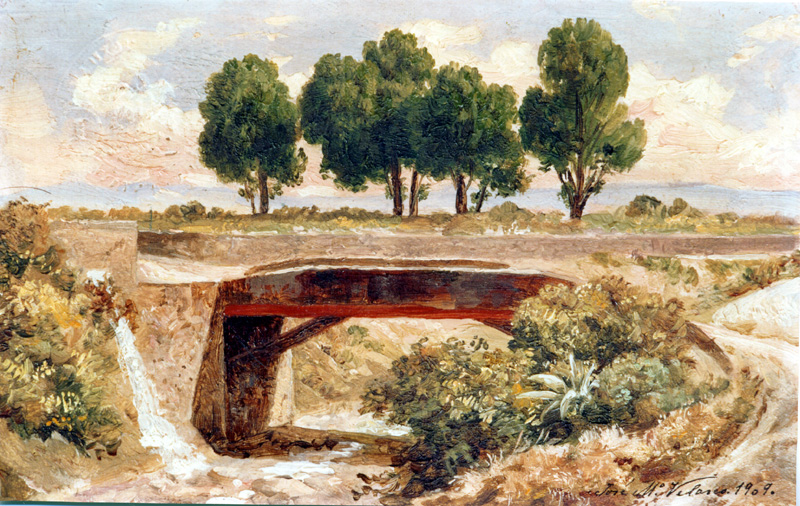
Barranca del Muerto.
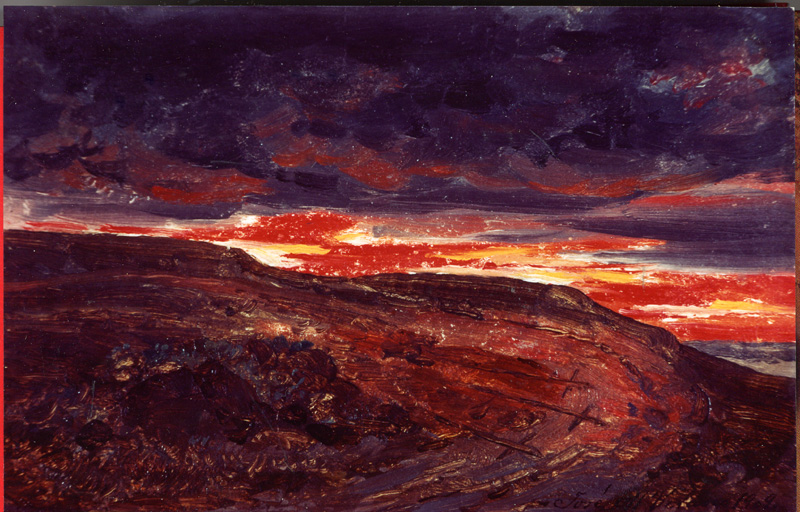
Le mont du Calvaire.
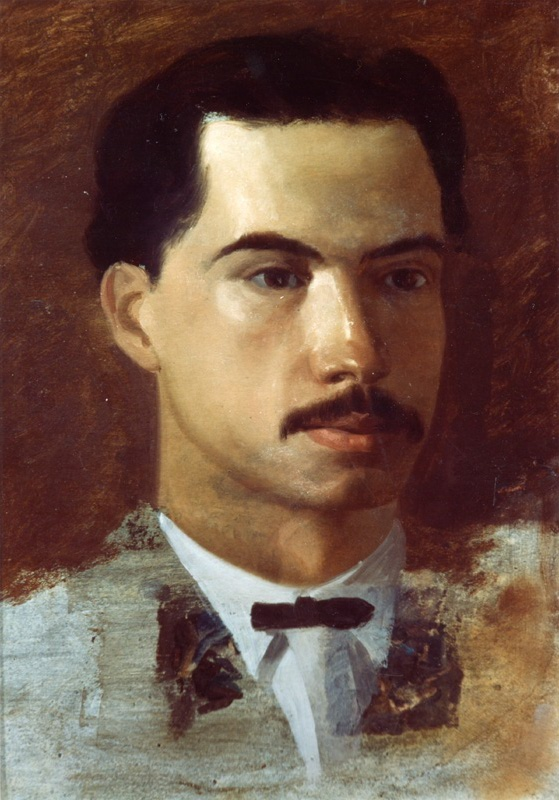
Le sculpteur Felipe Sojo.
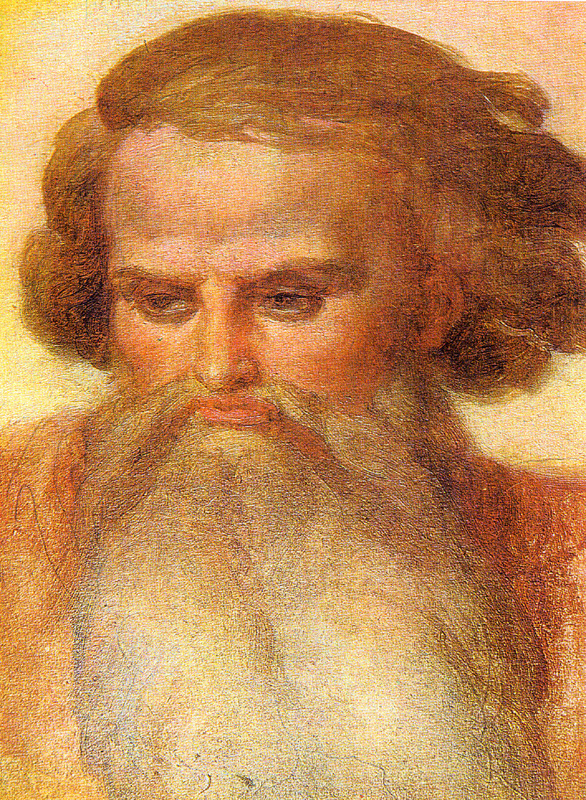
Le Père éternel.
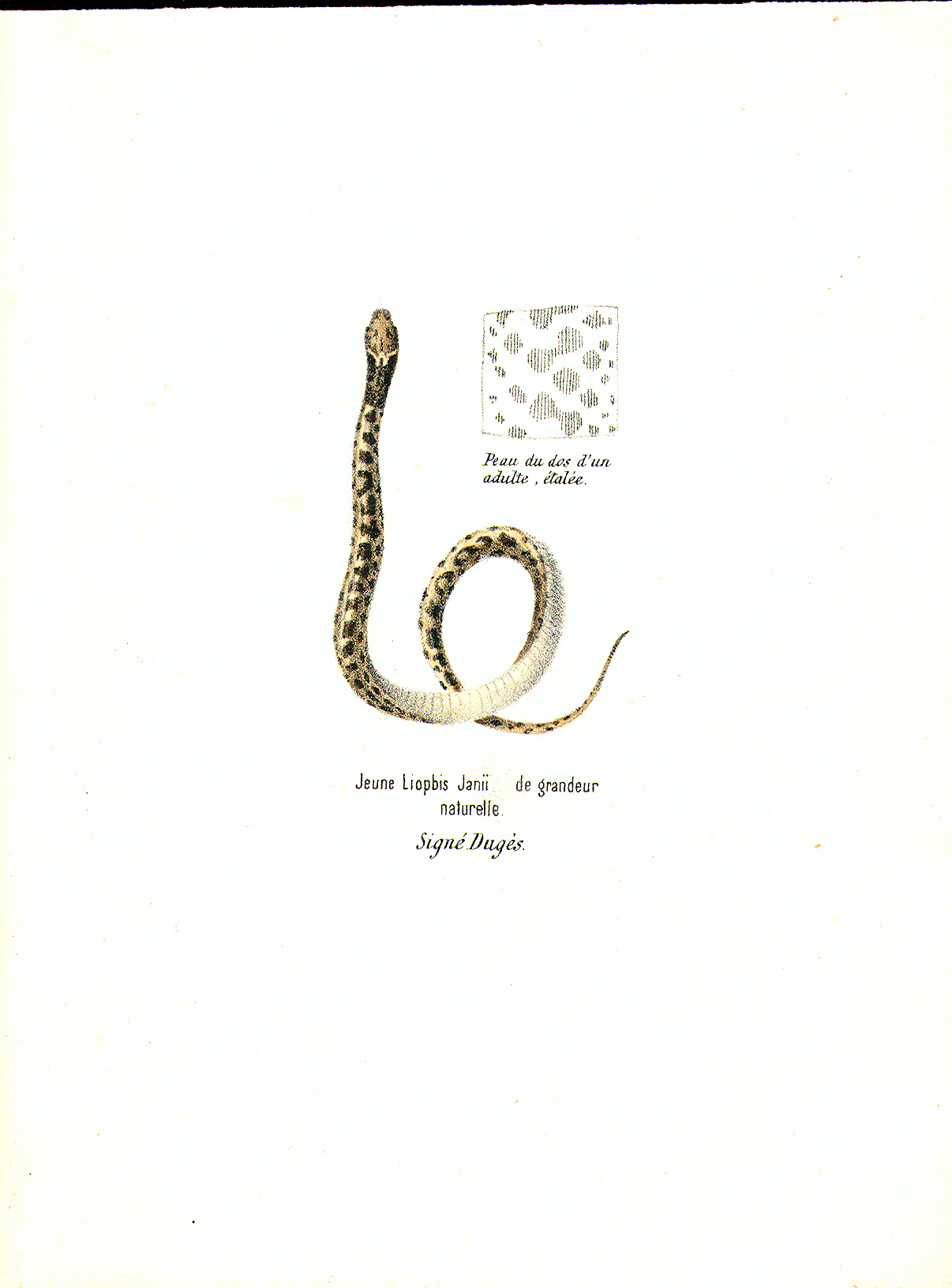
Vipère, étude.
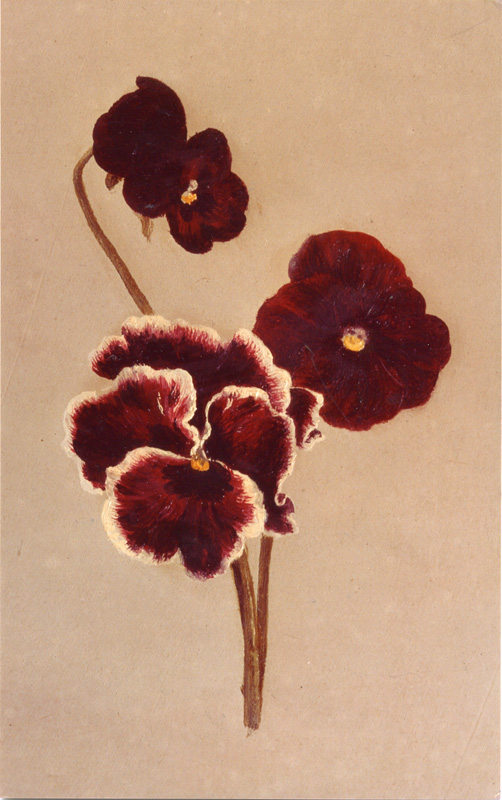
Pensées, étude.

### Honneurs et postérité
- Encore étudiant, Velasco a reçu pour sa peinture de la vallée de Mexico une médaille d'argent et un diplôme de l'empereur Maximilien Ier[10].
- Velasco a reçu la médaille de l'exposition universelle de Paris en 1900 ; il avait présenté 68 œuvres.
- Médaille de l'exposition internationale de Philadelphie (1876).
- Premier prix de l'Academia Nacional de México (1878).
- Médaille d'or du Centenaire de Colomb (Madrid, 1893).
- Médaille de l'exposition des beaux-arts de Puebla (1900).
- Un paysage représentant la vallée de Mexico, donné au pape Léon XIII, est au musée du Vatican[11].
- Velasco était chevalier de la Légion d'honneur de France[12].
- L'État de Mexico décerne un prix portant son nom. Parmi les récipiendaires : Luis Nishizawa, Leopoldo Flores, Ignacio Barrios et Héctor Cruz.
- Le musée José María Velasco a été ouvert en 1992 à Toluca[13].
- Il y a dans sa ville natale de Temascalcingo dans l'État de Mexico une maison de la culture qui porte son nom[14].
- Un nouvel intérêt pour la peinture de Velasco a été découvert par les historiens de l'environnement. On y voit en effet la vallée de Mexico avant les dommages causés par la pollution et l'étalement urbain.